# Gale Agbossoumonde
Gale Agbossoumonde (* 17. November 1991 in Lomé) ist ein togoisch-US-amerikanischer Fußballspieler.

## Vereinskarriere

### Von Togo über Benin in die USA
Der in Lomé, der Hauptstadt von Togo, geborene Agbossoumonde kam im Säuglingsalter mit seiner Familie ins Benin, in das seine Familie aufgrund der kriegerischen Handlung in Togo flüchtete. Dort verbrachte er einen Teil seiner Kindheit in einem Flüchtlingslager, wo er mit seinen Eltern, seinen fünf Brüdern und zwei Schwestern lebte. In diesem Flüchtlingslager sammelte er auch erste Erfahrungen im Fußball, als er zusammen mit seinen Brüdern und anderen Jungen mit einem selbstgebastelten Ball spielte. Kurz nach dem Tod seines Vaters, Adjo Lemou Agbossoumonde, trat er im Alter von acht Jahren im Februar 2000 mit seiner Familie die Reise in die Vereinigten Staaten an, wo man sich mit der Hilfe einer karitativen kirchlichen Organisation in Syracuse, New York niederließ. Dort kam er als 14- bzw. 15-Jähriger an die Christian Brothers Academy, einer privaten katholischen Schule, die dem Institute of the Brothers of the Christian Schools angehört und die Schüler vor allem auf einen späteren Werdegang an einer Universität oder an einem College ausbildet und vorbereitet.

### Von der christlichen Schule an die IMG Soccer Academy
Im schuleigenen Fußballteam sammelte Agbossoumonde einige Erfahrungen und schaffte es während seiner dortigen Laufbahn mit dem Team zu einem Vizemeistertitel in der NYS Soccer Championship. Neben Gale Agbossoumonde besuchte auch sein älterer Bruder Mawuena Agbossoumonde (* Juli 1989) die CBA Syracuse und war neben seinem jüngeren Bruder auch im schuleigenen Fußballteam aktiv. Außerdem waren beide beim Jugendfußballklub Syracuse FC, der im Jahre 2006 die Staatsmeisterschaften von New York gewann, aktiv. Von 2009 bis 2012 spielte Mawuena Agbossoumonde im Universitätsfußballteam der Syracuse University und war kurzzeitig für den National-Premier-Soccer-League-Verein Greater Binghamton FC im Einsatz. Seit 2013 arbeitet er für die Orange Crate Brewing Company mit Sitz in Syracuse. In den Vorweihnachtstagen 2006 wurde Gale Agbossoumondes Aufnahme an die IMG Soccer Academy bekanntgegeben. Nachdem er bis zu diesem Zeitpunkt als Stürmer ausgebildet und auch als solcher eingesetzt worden war, wurde er an der IMG Soccer Academy zu einem Abwehrspieler (Innenverteidiger) umfunktioniert. Bei der seit 1999 bestehenden Förderinstitution des US-amerikanischen U-17-Nationalteams war er schließlich über längere Zeit aktiv.

### Erfolglose Probetrainings und Aufnahme beim Miami FC
Nach seinem Abgang von der Akademie im Frühling 2009 machte sich das Nachwuchstalent auf den Weg nach Spanien, wo es bei Klubs wie Atlético Madrid, FC Sevilla und Real Valladolid Probetrainingseinheiten absolvierte, aber nicht aufgenommen wurde. Enttäuscht kam Agbossoumonde daraufhin wieder in die USA zurück und beschloss sich in den kommenden Jahren in der Major League Soccer (MLS), der höchsten Spielklasse im nordamerikanischen Fußball, zu etablieren. Später wollte er wieder den Versuch wagen, in Europa Fuß zu fassen. Doch als er die ersten Angebote aus der MLS bekam, konnte er sich auch damit nicht wirklich anfreunden und sah die Angebote, die mit einem Generation-Adidas-Vertrag mit einer sechsstelligen Summe verbunden waren, als eine Beleidigung seines Talents an. Nachdem er sich bereits in Spanien nicht durchsetzen konnte, sagte er auch den MLS-Vereinen ab und machte sich weiter auf Vereinssuche. Am 6. August 2009 unterzeichnete er schließlich einen Vertrag bei Traffic Sports USA, der US-amerikanischen Abteilung der Traffic Group, einer brasilianischen Firma, die sich selbst als Sportmarketingagentur bezeichnet, jedoch auch Transferrechte an Spielern und Eigentum an Vereinen und Veranstaltungen hat. Der Vertrag mit Laufzeit bis Ende 2010 enthielt eine Option, die es der Agentur (einseitig) erlaubt, den Vertrag Agbossoumondes um weitere zwei Jahre zu verlängern.
So kam es, dass der gebürtige Togoer kurze Zeit später an den Miami FC, dessen Besitzer Traffic Sports USA ist, abgegeben wurde. Von August bis September 2009 brachte er es so auf sechs Einsätze in der zweitklassigen USL First Division (USL-1), einer als die zweithöchste Spielklasse Nordamerikas angesehenen Profiliga. Danach machte er sich mit der US-amerikanischen U-20-Auswahl auf den Weg zur Junioren-WM in Ägypten. Nach seiner Rückkehr wurde ihm von Traffic Sports USA, die gute Kontakte zum Fußball in Europa haben, eine Verpflichtung bei einem europäischen Klub versprochen. Nachdem Agbossoumonde von der Weltmeisterschaft in die Vereinigten Staaten zurückgekehrt war, hatte man doch keinen Verein gefunden, der den 18-Jährigen aufgenommen hätte. Es dauerte schließlich bis Dezember 2009 bzw. Januar 2010, bis sich konkrete Formen eines Transfers nach Europa erkennbar machten.

### Die Zeit bei Sporting Braga
Nachdem er bereits im Dezember 2009 ein Probetraining beim portugiesischen Erstligisten Sporting Braga absolviert hatte und dort positiv auffiel, wurde ihm im Januar 2010, noch pünktlich in der Wintertransferzeit, ein sechsmonatiger Leihvertrag unterbreitet, den Agbossoumonde sofort annahm. Der Vertrag beinhaltete auch ein Kaufoption seitens des Klubs aus Braga nach Auslaufen der sechsmonatigen Leihphase. Nach nur zwei Tagen in der vereinseigenen U-19-Mannschaft schaffte der junge Defensivakteur rasch den Sprung in den Profikader und saß für das Profiteam des Öfteren auf der Ersatzbank, wurde aber bis zu seinem Vertragsende in keiner einzigen Pflichtspielbegegnung eingesetzt. Stattdessen verbrachte er die meiste Zeit im Reserveteam mit Spielbetrieb in der Liga Intercalar, schied dort aber bereits im März 2010 aufgrund einer Knieverletzung, die für ihn das Aus in der noch laufenden Meisterschaft bedeutete, aus. Nach dem Auslaufen des Leihvertrags beschloss der Verein den Spieler fix unter Vertrag zu nehmen. Aufgrund der Tatsache, dass Sporting Braga während der Verhandlungen mit Agbossoumonde einen neuen Eigentümer bekam, scheiterte der Transfer am Ende doch noch. Laut Traffic Sports USA hatte man bereits eine Transfersumme vorliegen, die allerdings noch neu ausgehandelt werden musste. Als die neue Vereinsführung ihre Arbeit aufnahm, war diese allerdings nicht mehr in Verhandlungen interessiert, weshalb der Transfer scheiterte.

### Erneute Kontroverse in Portugal
Als Agbossoumonde auch nicht mehr beim Miami FC engagiert war, war er plötzlich vereinslos und mehr auf Traffic Sports USA angewiesen, die dabei waren, einen Verein für ihn zu finden. Dies tat man auch und fand mit GD Estoril Praia einen weiteren portugiesischen Klub, der den togoisch-US-amerikanischen Fußballspieler aufnehmen wollte. Auch der portugiesische Zweitligist war wie der Miami FC unter der Führung der Traffic Group, allerdings der europäischen Abteilung mit dem Namen Traffic Sports Europe. Beim Klub sollte er solange zum Einsatz kommen, bis ein passender Käufer für Agbossoumonde gefunden werde. Als der Wechsel zum GD Estoril Praia bereits als fixiert galt, merkte man einen Tag vor Transfer-Deadline, dass Agbossoumonde noch gar nicht registriert und somit auch nicht spielberechtigt war. Da für die Registrierung zu wenig Zeit blieb, scheiterte auch dieser Transfer. Dennoch behielt Traffic Sports Europe den 18-Jährigen in Portugal, wo er schließlich im September 2010 bei Estoril Praia mittrainieren durfte, auch wenn er nicht dazu berechtigt war, in einem Pflichtspiel des Klubs aus Estoril zum Einsatz zu kommen. Doch auch beim Training wurde die Frustration Agbossoumondes immer größer, da er fast keine Aussicht auf eine individuelle Betreuung hatte, da zu diesem Zeitpunkt bereits sechs weitere Innenverteidiger im Kader standen. Deshalb schickte ihn die Agentur quer durch ganz Europa, wo er in verschiedenen Testspielen zum Einsatz kam und die restliche Zeit bei Estoril Praia mittrainierte. Mit der Zeit wurde er durch seine Agentur verunsichert, da er oftmals nicht einmal mehr wusste, ob er am nächsten Tag noch immer beim selben Klub aktiv sein oder erneut zu irgendeinem Testspiel in Europa geschickt wird.

### Neuanfang in Schweden und Deutschland und Rückkehr in die USA
Im Frühjahr 2011 wechselte er auf Leihbasis zum schwedischen Verein Djurgårdens IF, bei dem er am 15. April 2011 sein Debüt gab. Die Transferrechte hielt weiterhin der US-amerikanische Fußballklub Fort Lauderdale Strikers (früher: Miami FC) bzw. deren Besitzer Traffic Sports USA. Bei dem Erstligisten konnte er in den ersten Spielen mit seiner Leistung überzeugen, wurde sogar einmal zum „Spieler des Spiels“ ernannt. Im Juli 2011 verließ er den Verein nachdem Djurgårdens nicht die Kaufoption gezogen hatte. Nach einem Probetraining beim 1. FC Köln wechselte er Ende August zu Eintracht Frankfurt, wo er auf Landsmann Ricardo Clark traf. Bei der Eintracht erhielt er daraufhin im Oktober 2011 die Freigabe in offiziellen Bewerbsspielen anzutreten und debütierte am 8. Oktober in einer Regionalligapartie gegen die SG Sonnenhof Großaspach, als er in der 85. Spielminute für Dominik Schmidt auf den Rasen kam. Doch auch sein Aufenthalt in Deutschland währte nicht lange; bereits im Februar 2012, nachdem er in keinem einzigen weiteren Pflichtspiel für die Profis oder die Amateure mehr zum Einsatz gekommen war, transferierte er, abermals auf Leihbasis, zurück in die Heimat, wo er bei den Carolina RailHawks in der zweitklassigen nordamerikanischen North American Soccer League unterkam.
Bei den RailHawks konnte er sich erstmals im Laufe seiner Karriere etwas etablieren und kam ab Mitte Mai regelmäßig zu seinen Einsätzen, wobei er sein Teamdebüt am 13. Mai 2012 bei einer 1:2-Auswärtsniederlage gegen Minnesota United gab, als er über die volle Spieldauer am Rasen war. In weiterer Folge schloss er die reguläre Spielzeit der North American Soccer League 2012 mit der Mannschaft auf dem vierten Tabellenrang ab und kam in den nachfolgenden Play-offs bis ins Halbfinale. Dort unterlagen die RailHawks dem späteren Meister Tampa Bay Rowdies jedoch knapp mit 4:5 und schieden somit aus. Nach seiner Rückkehr zu den Fort Lauderdale Strikers im Dezember 2012, bis dahin hatte er es auf 17 Meisterschaftseinsätze und einen -treffer gebracht, wurde er am 20. Dezember an das MLS-Franchise Toronto FC verkauft, zu dem er über das Lottery-System kam. Bei den Kanadiern gab er am 6. April 2013 sein Pflichtspieldebüt, als er beim 2:2-Heimremis gegen den FC Dallas den verletzungsbedingten Ausfall von Stammkraft Danny Califf kompensierte und über die ganzen 90 Minuten am Spielfeld war. In weiterer Folge war er bis zur Rekonvaleszenz von Califf als Stammspieler in der Innenverteidigung der Kanadier aktiv, saß aber den Großteil der Saison uneingesetzt auf der Ersatzbank. Obwohl er im Laufe des Spieljahres 2013 immer wieder über die volle Spieldauer eingesetzt wurde, brachte er es bis zum Saisonende, als der Toronto FC auf dem neunten Platz der Eastern Conference und auf Gesamtplatz 17 rangierte, auf 13 Einsätze in der höchsten nordamerikanischen Fußballliga. Weiters war er in drei Partien, jeweils über die volle Spieldauer, auch für die Reservemannschaft des Torontoer Fußballfranchises aktiv.

### Über die MLS in die NASL
Nachdem er im Spieljahr 2014 bereits in drei MLS-Spielen uneingesetzt auf der Ersatzbank saß, kam Agbossoumonde am 8. Mai 2014 über einen Wechsel, an dem gleich drei MLS-Franchises beteiligt waren, zu den Colorado Rapids. Zu diesem Wechsel kam es, nachdem der bisherige Colorado-Rapids-Spieler Marvin Chávez im Tausch für Luke Moore zum CD Chivas USA abgegeben wurde, und die Colorado Rapids daraufhin umgehend Luke Moore im Tausch für Gale Agbossoumonde an den Toronto FC abgaben. Beim Profiteam aus Commerce City, einem Vorort von Denver, saß er daraufhin nur ein einziges Mal ohne Einsatz auf der Bank und zwar am 26. Oktober bei einer 0:1-Auswärtsniederlage gegen die Vancouver Whitecaps. Den Rest der Saison war er nicht im offiziellen Profikader, absolvierte aber auch fünf Einsätze in der Reservemannschaft des Franchises. Bei den Vertragsverhandlungen zu Saisonende wurde ihm von den Colorado Rapids kein neuer Vertrag angeboten und somit die im bestehenden Vertrag beinhaltete Option zur Vertragsverlängerung für das Spieljahr 2015 nicht gezogen. Nachdem er kurzzeitig abermals ohne Verein dastand, unterschrieb er noch Ende des Jahres einen Vertrag bei den Tampa Bay Rowdies, bei denen er ab dem Spieljahr 2015 zum Einsatz kam.
Bei den Tampa Bay Rowdies saß er in sechs der ersten sieben Spiele der Spring Season lediglich auf der Ersatzbank und kam erst am 31. Mai 2015 zu seinem Teamdebüt, als er beim 2:2 gegen Indy Eleven, nachdem seine Mannschaft durch drei rote Karten sehr angeschlagen war, ab der 90. Minute für Robert Hernández auflief. Im darauffolgenden Spiel kam er, vor allem aufgrund der vielen roten Karten im vorangegangenen Spiel, zu einem Einsatz von Beginn an, konnte aber auch hier nicht über die volle Spieldauer durchspielen. Im letzten Spiel der Spring Season war Agbossoumonde, wie auch schon im ersten Saisonspiel, nicht im offiziellen Kader. In der nachfolgenden Fall Season, die aus doppelt so vielen Meisterschaftspartien bestand, kam der togoisch-US-amerikanische Innenverteidiger, nachdem er anfangs gar nicht im Kader stand bzw. nur auf der Ersatzbank saß, ab der vierten Runde zu seinem rund zwei Monate andauernden Durchbruch. In weiterer Folge wurde er von Thomas Rongen bis zu dessen Entlassung zusammen mit Sportdirektor Farrukh Quraishi am 21. August 2015 in fünf aufeinanderfolgenden Meisterschaftsspielen eingesetzt und war danach in den ersten beiden Spielen unter dem Nachfolge- und bisherigen Co-Trainer Stuart Campbell nur auf der Ersatzbank. Erst im September wurde er in wieder in vier Partien über die volle Spieldauer eingesetzt, ehe er im ersten Spiel im Oktober wieder ohne Einsatz auf der Bank saß und danach gar nicht mehr dem offiziellen Kader angehörte, da er kurz vor Saisonende vom Franchise, das nun unter neuer Führung war, vorzeitig entlassen wurde.

### Stammspieler bei den Fort Lauderdale Strikers
Danach schloss er sich im Dezember 2015 den Fort Lauderdale Strikers, die mittlerweile aus seinem Ex-Klub Miami FC entstanden waren, an und startete mit diesen ins NASL-Spieljahr 2016. Im mittlerweile achten Jahr im Profifußball feierte er bei seinen Fort Lauderdale Strikers seinen Durchbruch und kam bisher (Stand: 17. Mai 2016) in allen sechs Meisterschaftsspielen unter dem Brasilianer Caio Zanardi über die volle Spieldauer in der Innenverteidigung zum Einsatz.

## Nationalmannschaftskarriere

### Von den Nachwuchsnationalteams zu den Junioren...
Seine aktive Karriere in einer US-amerikanischen Nationalauswahl begann mit der Aufnahme in die IMG Soccer Academy im Dezember 2006. Obgleich einiger Einsätze, die er im US-amerikanischen U-17-Nationalteam absolvierte, schaffte er es im Alter von 15 Jahren nicht in den 21-Mann-Kader, der an der U-17-Fußball-Weltmeisterschaft 2007 in Südkorea teilnahm und wurde bereits bald darauf nach dem Abgang des Teamchefs John Hackworth und der Neuübernahme des Teams durch den ehemaligen Fußballprofi Wílmer Cabrera nicht mehr für das U-17-Nationalteam vorgesehen. Stattdessen sammelte er in der U-16- und U-18-Mannschaft der Akademie Spielpraxis. Bereits im Januar 2008 folgte Agbossoumondes Einberufung in den US-amerikanischen U-20-Nationalkader, dem er heute (Stand: Dezember 2010) noch immer angehört. Für die Mannschaft kam er bereits in einer Vielzahl offizieller wie auch inoffizieller (Spiele gegen Vereinsmannschaften, College-Auswahlen etc.) zum Einsatz, wurde jedoch am Beginn seiner U-20-Laufbahn vorwiegend nur für eine Spielhälfte eingesetzt.
Den bisher größten Erfolg mit der U-20-Auswahl feierte er bei der CONCACAF Juniorenmeisterschaft 2009, wo das Team hinter dem Überraschungssieger Costa Rica den zweiten Platz holte. Im Finalspiel gegen Costa Rica, die den Bewerb bereits zum zweiten Mal in ihrer Geschichte gewannen, verloren die US-Amerikaner klar mit 0:3; Agbossoumonde wurde dabei im Finalspiel nicht eingesetzt. Dennoch schaffte das Team damit die Qualifikation zur Junioren-Fußballweltmeisterschaft 2009. Bei der WM-Endrunde in Ägypten wurde der Defensivakteur schließlich in allen drei Gruppenspielen seiner Mannschaft eingesetzt, konnte aber ein frühzeitiges Ausscheiden der Mannschaft vom laufenden Bewerb nicht verhindern. Außerdem führte er die Mannschaft im Jahre 2010 als Mannschaftskapitän Milk Cup, einem jährlich in Nordirland stattfindenden Jugendfußballturnier, wo er mit der Mannschaft mit einem 3:0-Erfolg über den Gastgeber Nordirland auch den diesjährigen Wettbewerb gewann.

### ...bis in die A-Nationalmannschaft der USA
Nach einer Vielzahl weiterer Länderspieleinsätze für die Juniorennationalmannschaft der USA wurde Agbossoumonde im November 2010 erstmals von Teamchef Bob Bradley in den Kader der A-Nationalmannschaft der USA berufen. Dabei waren Agbossoumonde sowie der Stürmer Juan Agudelo von den New York Red Bulls die ersten beiden Spieler aus der IMG Soccer Academy, die den Sprung in die A-Nationalmannschaft der Vereinigten Staaten schafften. Insgesamt standen zu diesem Zeitpunkt mit Gale Agbossoumonde, Juan Agudelo, Tim Ream, Mikkel Diskerud, Teal Bunbury und Dominic Cervi gleich sechs Spieler im US-Kader, die auf ein Länderspieldebüt für ihr Heimatland warteten. Im anschließenden Spiel am 17. November 2010 wurde der Defensivakteur zusammen mit weiteren vier Teamdebütanten (nur der Ersatztorwart Cervi wurde nicht eingesetzt) beim 1:0-Sieg seines Teams eingesetzt, als er in der 87. Spielminute für Clarence Goodson auf den Rasen kam. Das Tor, das zum 1:0-Sieg der USA führte, erzielte mit Juan Agudelo ausgerechnet ein Debütant, der mit seinen 17 Jahren auch noch zum jüngsten Torschützen in der Geschichte der US-amerikanischen Fußballnationalmannschaft wurde. Bis dato (Stand: Mai 2016) blieb dies auch sein einziger Länderspieleinsatz für die USA, obwohl ein weiterer Einsatz im nachfolgenden Länderspiel (22. Januar 2011 gegen Chile) laut dem US-amerikanischen Fußballverband nicht ausgeschlossen war.

## Spielerbeschreibung und Spielstil
Wie viele seiner ehemaligen und aktuellen Trainer findet auch der Teamchef der US-amerikanischen U-20-Nationalmannschaft Thomas Rongen nur gute Worte über Agbossoumonde und beschreibt ihn als einen zweikampf- und kopfballstarken Spieler, der auch in 1-gegen-1-Situation ballsicher agieren kann. Weiters meint er, dass der gebürtige Togoer all die physikalischen Eigenschaften hat, die ein sehr guter Spieler haben muss. Die Ballführung und das Passen wird von Rongen genauso gelobt, wie die Fähigkeit immer im Ballbesitz zu bleiben. Seine Technik bezeichnet er grundsätzlich als sehr solide und seinen imposanten Körperbau bezeichnet er als athletisch und stark.
Auch der frühere US-amerikanische Nationalspieler John Harkes findet gute Worte für das aufstrebende US-amerikanische Defensivtalent, dessen Wurzeln in Togo liegen. So meint er, dass Agbossoumonde obgleich seiner Körpergröße von 1,88 m sehr dynamisch ist und auch im Laufen gute Leistungen zeigt. Viele andere Trainer und auch der Direktor der IMG Soccer Academy, Dion Daniels, bezeichnen Agbossoumonde als ein wahres Naturtalent. Nicht viele Innenverteidiger könnten so dribbeln wie der togoisch-US-amerikanische Nachwuchskicker und auch seine Spielintelligenz sei bemerkenswert.

## Erfolge
- 2. Platz bei der CONCACAF Juniorenmeisterschaft 2009
- Milk-Cup-Sieger: 2010